# Кансансан
Кансансан (порт. Cansanção) — муниципалитет в Бразилии, входит в штат Баия. Составная часть мезорегиона Северо-восток штата Баия. Входит в экономико-статистический микрорегион Эуклидис-да-Кунья. Население составляет 32 708 человек на 2006 год. Занимает площадь 1 351,891 км². Плотность населения — 24,8 чел./км².
Праздник города — 12 августа.

## История
Город основан в 1958 году.

## Статистика
- 'Валовой внутренний продукт на 2003 год составляет 58 067 794,00 реалов (данные: Бразильский институт географии и статистики).
- Валовой внутренний продукт на душу населения на 2003 год составляет 1 794,49 реалов (данные: Бразильский институт географии и статистики).
- Индекс развития человеческого потенциала на 2000 год составляет 0,538 (данные: Программа развития ООН).

## География
Климат местности: тропический.